# Hermann Fuechsel
Hermann Traugott Louis Fuechsel, auch Füchsel oder Fuchsel (* 8. August 1833 in Braunschweig, Herzogtum Braunschweig; † 30. September 1915 in New York City), war ein deutschamerikanischer Landschaftsmaler und Lithograf der Düsseldorfer Schule sowie der Hudson River School.

## Leben

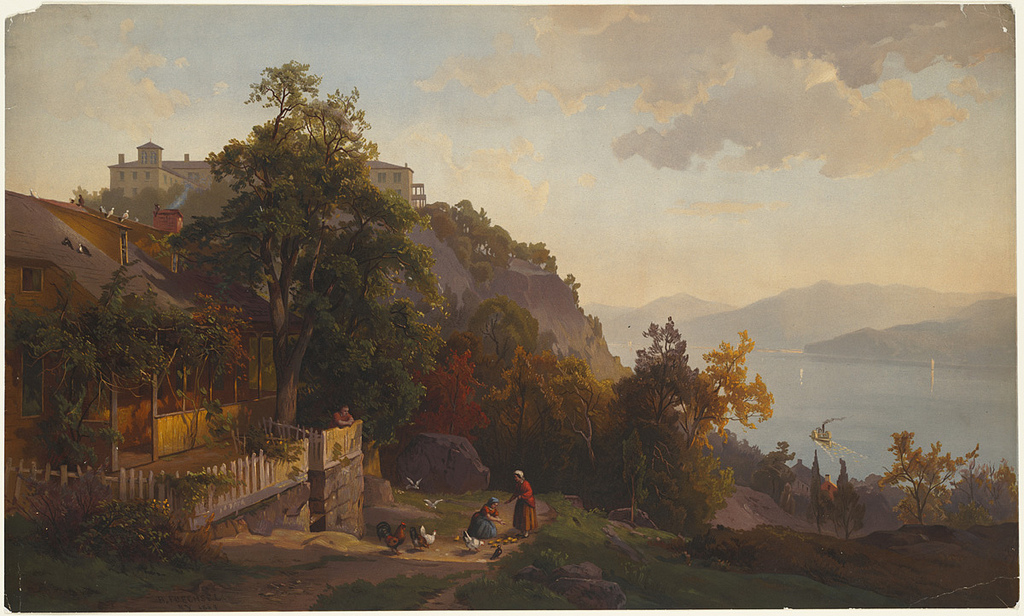
Feeding the Chickens by the River (Hühnerfütterung vor Flusslandschaft), Chromolithografie

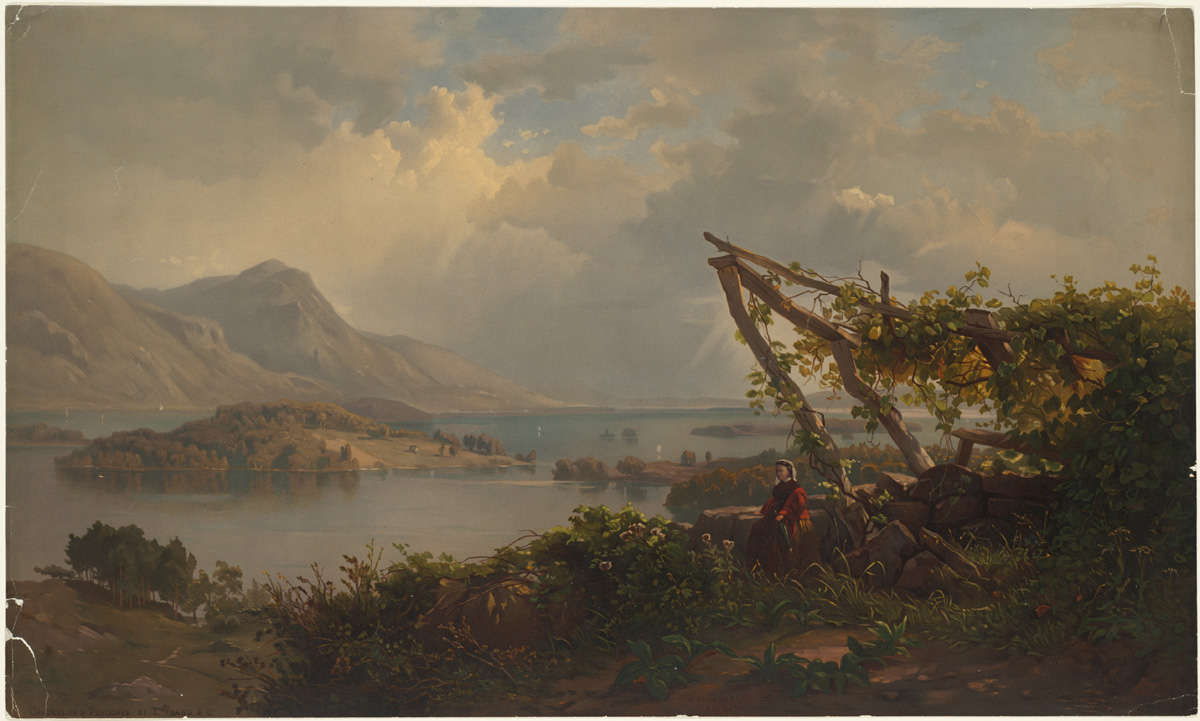
Lake George, Chromolithografie

Fuechsel erhielt seinen ersten Malunterricht bei Heinrich Brandes in Braunschweig. In den 1850er Jahren studierte er in Düsseldorf. Greifbar ist er dort als Privatschüler von Carl Friedrich Lessing. In den Jahren 1857/1858 gehörte er dem Düsseldorfer Künstlerverein Malkasten an. Bereits in dieser Zeit lernte Fuechsel die Maler Albert Bierstadt, Worthington Whittredge und Emanuel Leutze kennen. 1858 zog Fuechsel nach New York City, wo er Mitglied der Artists’ Fund Society wurde, und eröffnete ein Atelier am Broadway Nr. 839. 1860 begann er sich an Ausstellungen des Boston Athenæum und der American Art-Union zu beteiligen. Von 1861 bis 1900 stellte er häufig in der National Academy of Design aus, ebenso in der Brooklyn Art Association. 1882 verlegte Fuechsel sein Atelier in das Tenth Street Studio Building, das er bis zu seinem Tod behielt.
In Fuechsels malerischem Œuvre, das in den Sammlungen des Hudson River Museum, des Walker Art Center, des Wadsworth Atheneum, der The New York Historical und des Staten Island Museum vertreten ist, liegt der Schwerpunkt auf Gebirgs- und Wasserlandschaften, die er vorzugsweise von erhöhten Standpunkten aus erfasste und im Atelier vollendete. In den Vereinigten Staaten malte er so den Hudson River, die White Mountains, den Lake George sowie die Catskills and Adirondacks. Als Lithograf kooperierte Fuechsel mit dem Drucker und Verleger Louis Prang und vervielfältigte auch die Landschaften anderer Maler, einschließlich Bierstadts. So wurde er einer der meistpublizierten Künstler der Vereinigten Staaten.